# Brezje, Mozirje
Brezje este o localitate din comuna Mozirje, Slovenia, cu o populație de 230 de locuitori.